# Skovsang (Gade)
Skovsang (Deens voor Boslied) is een compositie van Niels Gade. Gade zette een melodie onder een gedicht van Emil d'Origny. Gade schreef twee versies, een voor zangstem en piano en een versie voor vierstemmig mannenkoor a capella. Het gedicht begint met de tekst ‘’Vi vandre sammen arm i arm’’ (Wij wandelen samen arm in arm). Het lied kent drie coupletten, maar die worden lang niet altijd allemaal gezongen. Het is wel stevig doorwandelen in een allegro moderato-tempo.
Edvard Grieg schreef ook een Skovsang, maar dan op een tekst van Christian Winther.